# Astrothrombus
Genre
Astrothrombus est un genre d'ophiures (échinodermes) de la famille des Gorgonocephalidae. 

## Liste des espèces
Selon World Register of Marine Species (27 janvier 2016) :
- Astrothrombus chrysanthi Matsumoto, 1918 -- Japon
- Astrothrombus rigens (Koehler, 1910) -- Océan Indien
- Astrothrombus rugosus H.L. Clark, 1909 -- Nouvelle-Zélande
- Astrothrombus vecors (Koehler, 1904)